# إبراهيم محمد ديدي
إبراهيم محمد ديدي ((بالديفهي: އިބްރާހީމް މުޙައްމަދުދީދީ)‏؛ توفي عام 1980[بحاجة لمصدر]) كان أول نائب رئيس في جزر المالديف. في حين أن الناس طالبوا منه أن يكون الرئيس وفقا للشروط حيث أن شغور منصب الرئيس يؤدي إلى صعود نائب الرئيس إلى الرئاسة، شغل إبراهيم ديدي أيضا منصب الرئيس من 2 سبتمبر 1953 إلى 7 مارس 1954 بعد نفي محمد أمين ديدي.
عين وزيرا للمالية في سلطنة المالديف من يوليو 1954 حتى نوفمبر 1955.